# Tadzhikoniscus coecus
Tadzhikoniscus coecus är en kräftdjursart som beskrevs av Borutzkii 1976C. Tadzhikoniscus coecus ingår i släktet Tadzhikoniscus och familjen Trachelipodidae. Inga underarter finns listade i Catalogue of Life.